# Patricia del Valle-Encuentra
Patricia del Valle-Encuentra (Sevilla, 25 de abril de 1989) es una árbitra española de balonmano y balonmano playa, integrante del estamento arbitral de la Real Federación Española de Balonmano y con designaciones internacionales en competiciones de la EHF y la IHF.

## Trayectoria
Del Valle-Encuentra se formó en el arbitraje andaluz y ha consolidado una trayectoria en la élite nacional, donde dirige partidos de la Liga Guerreras Iberdrola y de la División de Honor Plata masculina. Debutó en la máxima categoría femenina el 24 de febrero de 2021 (Adesal Córdoba–Rocasa Gran Canaria), convirtiéndose junto a su hermana Beatriz en la primera pareja íntegramente andaluza en arbitrar en dicha categoría. En competiciones de clubes, Del Valle-Encuentra ha arbitrado con regularidad encuentros de la Liga Guerreras Iberdrola tras su debut en 2021 y diferentes choques de la División de Honor Plata masculina, con actas y crónicas que recogen su participación en designaciones oficiales.

### Arbitraje internacional
A nivel internacional, ha sido designada por la RFEBM para dirigir encuentros de las Guerreras, como el España–Austria que cerró el Torneo Internacional Ciudad de Manzanares el 8 de marzo de 2025. En balonmano playa, ha arbitrado citas de primer nivel: el Campeonato Mundial de Balonmano Playa de 2018 en Kazán (Rusia), los Juegos Mundiales de Playa (ANOC) de Doha 2019 (incluida su primera final), y los Juegos Mundiales de Birmingham 2022, donde figura en las actas oficiales como colegiada junto a Laura Buchón-Perea. Además, fue una de las árbitras seleccionadas por la EHF para el EHF Beach Handball EURO 2023 en Nazaré (Portugal).

## Vida personal
Es sevillana, exjugadora y se formó académicamente como licenciada en Ciencias de la Actividad Física y del Deporte, además de cursar un máster en educación. Forma pareja arbitral en pista con su hermana Beatriz y en playa ha compartido dupla con Laura Buchón-Perea.